# Pelagiana trichodesmiae
Pelagiana trichodesmiae är en nässeldjursart som beskrevs av Borstad och Anita Brinckmann-Voss 1979. Pelagiana trichodesmiae ingår i släktet Pelagiana och familjen Pandeidae. Inga underarter finns listade i Catalogue of Life.